# Heteronyx ruficollis
Heteronyx ruficollis är en skalbaggsart som beskrevs av Macleay 1871. Heteronyx ruficollis ingår i släktet Heteronyx och familjen Melolonthidae. Inga underarter finns listade i Catalogue of Life.